# История двух миров
«История двух миров» (англ. A Tale of Two Worlds) — американская драма режиссёра Фрэнка Ллойда 1921 года.

## Сюжет
Белый ребенок усыновлен и воспитан китайским гражданином и доставлен в Сан-Франциско, где никто не предполагает, что он на самом деле не китаец.

## В ролях
- Дж. Фрэнк Глендон — Роберт Ньюкомб
- Эдит Чепмен — его мать
- Литрис Джой — Суи Сен
- Уоллес Бири — Линг Джо
- Е. Элин Уоррен — Аг Винг
- Маргарет МакВейд — служитель
- Того Ямамото — «Один Глаз»
- Ютака Абэ — «Червь»
- Чоу Янг — рабыня
- Этта Ли — Аг Фаг
- Айрин Рич